# پدما لکشمی
پدما لکشمی (تامیلی: பத்மா லட்சுமி؛ زادهٔ ۱ سپتامبر ۱۹۷۰) یک هنرپیشه، و مجری اهل ایالات متحده آمریکا است.